# Jean Mantelet
Jean Mantelet (* 10. August 1900 in Paris; † 19. Januar 1991 in Paris) war Gründer des Unternehmens Moulinex.

## Leben
Mantelet erfand 1931 ein Küchengerät, den „Le Moulin-Légumes“, um Kartoffeln zu zerstampfen. Diese einfache Erfindung (in Deutschland auch als Flotte Lotte populär, in der Schweiz Passevite genannt) verkaufte sich allein in den 1930er-Jahren gleich millionenfach, damit begründete er das in Anlehnung daran benannte Unternehmen Moulinex. Im Laufe der Jahrzehnte führte er dieses Unternehmen, bis er aufgrund einer schweren Erkrankung die Leitung abgab. Mantelet war verheiratet.
Seine erste Fabrik eröffnete er in Alençon und war dort von 1967 bis 1974 auch Präsident der Industrie- und Handelskammer.